# Alchemilla crebridens
Alchemilla crebridens é uma espécie de rosácea do gênero Alchemilla, pertencente à família Rosaceae.